# Llista de districtes d'Assam
L'estat d'Assam està dividit actualment (2009) en 27 districtes:

Districtes; el 22 és el de Sibsagar i el de Tinsukia és el 23; els 4 districtes creats després de 2001 no apareixen

- Districte de Baksa
- Districte de Barpeta
- Districte de Bongaigaon
- Districte de Cachar
- Districte de Chirang
- Districte de Darrang
- Districte de Dhemaji
- Districte de Dhubri
- Districte de Dibrugarh
- Districte de Goalpara
- Districte de Golaghat
- Districte de Jorhat
- Districte de Hailakandi
- Districte de Kamrup Metropolità
- Districte de Kamrup Rural
- Districte de Karbi Anglong
- Districte de Karimganj
- Districte de Kokrajhar
- Districte de Lakhimpur
- Districte de Marigaon o Morigaon
- Districte de Nagaon
- Districte de Nalbari
- Districte de North Cachar Hills
- Districte d'Odalguri o Udalguri
- Districte de Sibsagar
- Districte de Sonitpur
- Districte de Tinsukia

## Territoris i Districtes autònoms
- Bodoland Territorial Council
- Karbi-Anglong Autonomous Council
- North Cachar Hills Autonomous Council
- Tiwa Autonomous Council
- Rabha Autonomous Council
- Mising Autonomous Council
- Deori Autonomous Council
- Sonowal Kachari Autonomous Council
- Thengal Kachari Autonomous Council